# Khu bảo tồn thiên nhiên Ossian Sars
Khu bảo tồn thiên nhiên Ossian Sars (tiếng Na Uy: Ossian Sars naturreservat) nằm ở phần lớn nhất của cửa vịnh Kongsfjorden trên đảo Spitsbergen ở Svalbard, Na Uy.  Nó được thành lập vào ngày 26 tháng 9 năm 2003 để bảo tồn dãy núi Ossian Sarsfjellet và thảm thực vật xung quanh, mặc dù nó đã được bảo vệ như một khu bảo tồn thực vật vào năm 1984. Khu bảo tồn thiên nhiên này có diện tích 12,139 km vuông. Đi bộ đường dài được cho phép nhưng hoạt động cắm trại thì không. Dãy núi và khu bảo tồn được đặt theo tên của nhà sinh vật học Na Uy Georg Ossian Sars.